# キュラソー (軽巡洋艦)
キュラソー（英語: HMS Curacoa, D41）はイギリス海軍の軽巡洋艦。シアリーズ級。艦名はカリブ海のキュラソー島に因む。この名を持つ艦としては4隻目。
「キュラソー」は第二次世界大戦の間に事故で失われた。事故現場は1986年の戦跡保護法によって保護されている。

## 艦歴

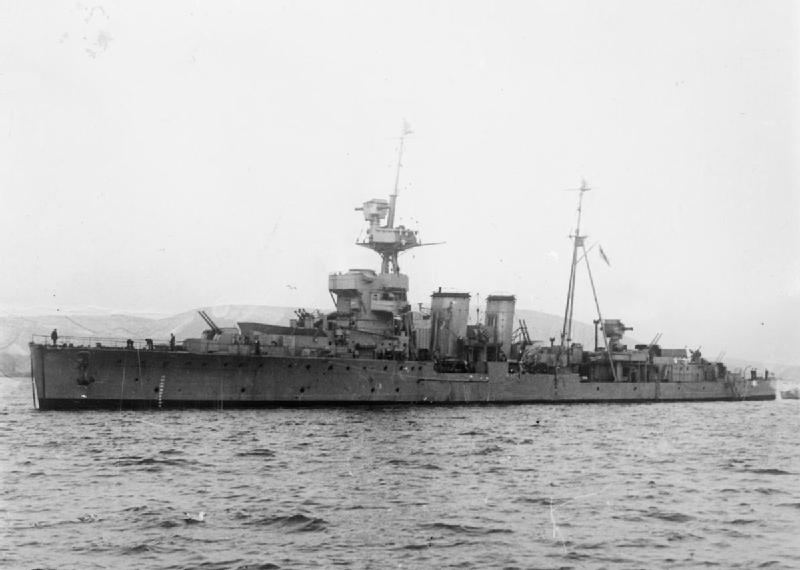
防空巡洋艦時代の
「キュラソー」。

「キュラソー」は1916年7月にペンブルック・ドックのハーランド・アンド・ウルフ社で起工した。1917年5月5日に進水し、1918年2月18日に就役した。1919年5月13日、バルト海で触雷。修理後は大西洋艦隊や地中海艦隊に所属。
1935年の映画『たった一人の海戦』（en）ではドイツの巡洋艦役として出演している。第二次世界大戦の初期には本国艦隊に所属し、防空巡洋艦への改装中であった。改装完了後、1940年4月にノルウェーの戦いに参加、アンダルスネスで対空防御に4日間従事したが、4月24日にドイツ空軍機による爆弾投下で大きく損傷し、修理のためイギリスに帰還、作業は8月まで及んだ。
1941年8月、ノルウェー沖で損傷したフランス潜水艦「リュビ」を駆逐艦「ライヴリー」、「ライトニング」とともにダンディーまで護衛。
1942年10月2日、「キュラソー」はアメリカ陸軍第29歩兵師団の兵20,000名近くを乗せた客船「クイーン・メリー」をアイリッシュ海で護衛していた。アメリカ兵達はヨーロッパ戦線への援軍であった。アイルランド島からおよそ60 km北方を航行中、「クイーン・メリー」は十分な距離を取らぬまま「キュラソー」の航路を横切った。「クイーン・メリー」は28ノットで「キュラソー」の船体中央部に衝突し、「キュラソー」は真っ二つに折られて沈没した。この事故により338名が死亡した。「クイーン・メリー」はUボートによる攻撃の危険を避けるためそのまま航行を続けた。数時間後に船団の先導艦が「キュラソー」の生存者99名を救助した。その中には艦長のジョン・W・バウドウッド大佐も含まれた。
事故原因はいくつかの要素が複合したものであった。「クイーン・メリー」の船長は護衛艦が「クイーン・メリー」の航路に従って航行し、調整を行うだろうという仮定をした。他の船においては、「キュラソー」のバウドウッド艦長は追い越す船が譲らなければならないものだと考えていた。両船の航路が重なっており、「クイーン・メリー」の一等航海士は航路修正の必要を報告したが、船長はそれを命じるのを忘れていた。
「キュラソー」の喪失は戦時中だったため戦後まで報告されず、海軍は終戦後直ちにキュナード・ホワイト・スター・ラインを告発した。最終的には控訴院にまで持ち込まれ、1947年に海軍の責任が三分の二、キュナード・ラインの責任が三分の一、という判決が確定した。

## 参考図書
- 『世界の艦船 増刊第46集 イギリス巡洋艦史』（海人社)
- 『世界の艦船 2010年1月号増刊 第718集 近代巡洋艦史』（海人社）